# Капорин, Виталий Сергеевич
Виталий Сергеевич Капорин (укр. Віталій Сергійович Капорін; 4 февраля 1998, Межирич — 1 мая 2024) — украинский военнослужащий, младший сержант, участник российско-украинской войны. Герой Украины (2025, посмертно).

## Биография
Родился 4 февраля 1998 года в селе Межирич Павлоградского района Днепропетровской области. Во время полномасштабного вторжения России в Украину проходил службу в 31-й бригаде Национальной гвардии Украины. Участвовал в деоккупации Харьковской области и в боях в Серебрянском лесу, недалеко от города Кременная. Во время службы перенёс отравление неизвестным веществом и получил три ранения.
Погиб 1 мая 2024 года во время штурма российских позиций.

## Награды
- Звание «Герой Украины» с удостоением ордена «Золотая Звезда» (26 февраля 2025, посмертно) — за личное мужество и героизм, проявленные в защите государственного суверенитета и территориальной целостности Украины, верность военной присяге[1].
- Медаль «За военную службу Украине» (17 мая 2024, посмертно) — за личное мужество и отвагу, проявленные в защите государственных интересов, укрепление обороноспособности и безопасности Украины[2].
- Медаль «Защитнику Отчизны» (30 апреля 2023) — за личное мужество и самоотверженность, проявленные в защите государственного суверенитета и территориальной целостности Украины, добросовестное и безупречное служение Украинскому народу.